# Bitka kod Batine
Bitka kod Batine (ili Batinska bitka) je vođena između 11. i 19. studenoga 1944. između jedinica NOVJ i Crvene armije s jedne strane i jedinica Wehrmachta i njegovih saveznika s druge strane. Cilj jedinica NOVJ je bio oslobađanje Baranje, a sovjetske armije je bio da uspostavi mostobran za prelazak svojih tenkovskih jedinica na desnu stranu Dunava radi lakšeg zauzimanja Mađarske. S druge strane Nijemci su se trudili omogućiti povlačenje njemačkih i ostalih jedinica preko Hrvatske i Slovenije u Austriju. Batinska bitka okončana je pobjedom jedinica Crvene armije i NOVJ.

## Uvod
Početkom studenog 1944. oslobođeni su Beograd i veći dijelovi Vojvodine, dok je u Srijemu formirana Srijemska bojišnica. Jedinice Crvene armije po okončanju Beogradske ofenzive su trebale nastaviti dalje k Budimpešti. Jedinice 2. ukrajinskog fronta su se kretale k Budimpešti, a njene položaje su zauzele jedinice 3. ukrajinskog fronta koji je sudjelovao u bitki za Beograd. U sastavu 3. ukrajinskog fronta u Vojvodini su se nalazili 57. sovjetska armija, 17. sovjetska zrakoplovna armija i velik broj artiljerijskih i inženjerijskih jedinica. Vojnici 75. streljačkog korpusa 57. armije i tek osnovane 51. vojvođanske divizije NOVJ su se rasporedili na lijevoj obali Dunava od Baje do Bačke Palanke. S druge strane Wehrmacht je rasporedio diviziju Brandenburg od ušća Drave do Batine, a od Batine do Baje 31. SS diviziju Lombard, pojačanu mađarskim fašistima, ukupno oko 60.000 vojnika.

## Suprotstavljene snage

### Snage Osovine
- Divizija Brandenburg
- 31. SS dobrovoljačka grenadirska divizija
- 13. SS izvidnička bojna
- 44. pješačka divizija Wehrmachta
- jedna bojna mađarske vojske
- jedna pukovnija HOS-a
- jedna pukovnija Srpske državne straže

## Bitka
Jedinice Crvene armije morale su osigurati prelazak na drugu stranu Dunava kako bi osigurali opsadu Budimpeštu. Planirano je da 75. streljački korpus uz pomoć jedinica iz područja Apatina prijeđe Dunav kod Batine. Lijevo krilo 75. korpusa južno od Apatina čuvala bi 299. divizija, a desno krilo kod Bezdana 734. puk 233. divizije i 8. brigada 51. vojvođanske divizije. Prva grupa je kanila je uspostaviti mostobran između Batine i Apatina, otvoriviši put ostatku 3. ukrajinskog fronta ka Pečuhu i do 15. studenog stići do linije Topolje-Kneževi Vinogradi-Belje, a jedinice 51. divizije NOVJ napredovati duž Drave i osloboditi Baranju.
U Batinskoj bitki poginulo je 1297 pripadnika Crvene armije.